# 当間修一
当間 修一（とうま しゅういち、1949年6月20日 - ）は、日本の指揮者。大阪府出身。大阪音楽大学卒業。一般社団法人 大阪コレギウム・ムジクム主宰。

## 来歴
在学中にバッハの音楽に傾倒、オルガニストおよび通奏低音奏者として研鑽を積む。
1975年に一般社団法人 大阪コレギウム・ムジクムを設立。1976年（昭和51年）に室内オーケストラ「アンサンブル・シュッツ」（現・シンフォニア・コレギウムOSAKA）を、翌1976年に大阪ハインリッヒ・シュッツ合唱団（現・大阪コレギウム・ムジクム合唱団）を、翌1977年にその核となる大阪ハインリッヒ・シュッツ室内合唱団を創設。以降常任指揮者として、海外を含む数々の演奏会やCD・DVDなどで、国内外より高い評価を得ており、大阪を拠点に器楽・声楽を問わず音楽の普及と発展に力を尽くしている。
レパートリーはルネサンス音楽から現代の音楽まで広く、ハインリッヒ・シュッツの作品の演奏を活動の一つの柱とするほか、バッハ、ベートーヴェンなどの作品を数多く演奏。近年は、柴田南雄、武満徹、木下牧子、鈴木憲夫、西村朗、千原英喜など日本の作曲家、また海外の現代作曲家の作品紹介も積極的に行っている。また歌唱発声法に関する書籍・DVDの刊行や、合唱作品の作・編曲も行っている。他にも多くの合唱団での指揮・指導などを務めるほか、合唱コンクールの審査員なども務めた。
1996年（平成8年）大阪文化祭賞奨励賞、1998年（平成10年）文化庁芸術祭音楽部門優秀賞、2001年（平成13年）ABC音楽賞「クリスタル賞」、2003年（平成15年）関西合唱連盟「長井賞」、2011年（平成23年）大阪文化祭賞グランプリを受賞。2014年（平成26年）「第49回大阪市市民表彰」文化功労部門にて表彰。